# Verwaltungsgemeinschaft Stendal
In der Verwaltungsgemeinschaft Stendal waren die Gemeinde Bindfelde und die Stadt Stendal zusammengeschlossen. Am 15. April 1999 wurde sie aufgelöst, indem Bindfelde nach Stendal eingemeindet wurde. Danach war Stendal bis zum 1. Januar 2005 Einheitsgemeinde.